# George Amy
George Amy (15 de outubro de 1903 — 18 de dezembro de 1986) é um editor estadunidense. Venceu o Oscar de melhor montagem na edição de 1944 por Air Force.